# 我的方式就是愛你
《我的方式就是愛你》（西班牙語：Mi camino es amarte）是由尼坎德羅·迪亞斯·岡薩雷斯為特莱维萨製作的墨西哥電視連續劇。 該劇改編自文森特·薩巴蒂尼 (Vicente Sabatini) 創作的2016年智利電視連續劇《卡車司機》。 該片由蘇珊娜·岡薩雷斯、加布里埃爾·索托、馬克·塔切爾和西梅娜·埃雷拉主演。 本劇於2022年11月7日至2023年3月12日在明星频道播出。

## 角色
- 蘇珊娜·岡薩雷斯 飾 丹妮拉·加拿度[5]
- 加布里埃爾·索托 飾 吉列爾莫「梅莫」桑托斯·佩雷斯[6]
- 馬克·塔切爾 飾 福斯托·貝爾特蘭
- 西梅娜·埃雷拉 飾 凱倫·贊布拉諾
- 薩拉·科拉萊斯 飾 烏蘇拉·埃爾南德斯
- 莫妮卡·桑切斯 飾 安帕羅·桑托斯·佩雷斯
- 塞爾吉奧·雷諾索 飾 溫貝托·桑托斯
- 萊昂納多·丹尼爾 飾 尤亨尼歐·贊布拉諾
- 法比安·羅伯斯 飾 亞倫·佩萊斯
- 阿爾弗雷多·加蒂卡 飾 塞薩爾·拉米雷斯
- 卡米爾·米娜 飾 伊莎貝拉·貝爾特蘭·加拉多
- 安德烈·塞巴斯蒂安·岡薩雷斯 飾 何塞·瑪麗亞「切瑪」埃爾南德斯·桑托斯
- 阿拉·薩爾迪瓦 飾 赫穌薩「楚奇塔」加爾萬
- 朱利安·菲格羅亞 飾 萊昂納多·桑托斯·佩雷斯
- 瑪麗亞·普拉多 飾 內利達
- 阿拉塞利·阿達梅 飾 貝熱尼絲·加西亞
- 卡拉·埃斯基韋爾 飾 加布里埃爾「加比」埃爾南德斯
- 羅德里戈·布蘭德 飾 胡安·巴勃羅「胡安帕」加拉多
- 戴安娜·哈羅 飾 瓜達露佩「露皮塔」埃爾南德斯
- 卡洛斯·賽義德 飾 塞巴斯蒂安·贊布拉諾
- 阿爾貝托·埃斯特雷拉 飾 馬卡里奧·埃爾南德斯